# Enes Kılıcaslan
Enes Kılıcaslan (* 8. April 1991 in Bahçelievler) ist ein türkischer Fußballspieler.

## Karriere
Kılıcaslan spielte in seiner Jugend unter anderem für Galatasaray Istanbul und MKE Ankaragücü. 2010 erhielt er bei Lüleburgazspor seinen ersten Profivertrag und kam zu einem Einsatz. Anschließend wechselte er zum Amateurverein Mahmutlarspor, blieb dort aber nicht lange und ging kurze Zeit später zu Uşak Il Özel Idaresispor und wechselte nach sieben Einsätzen zu Leventspor.
Zu der Saison 2014/15 wurde er von Orduspor verpflichtet und spielte dort zunächst für dessen zweite Mannschaft. Nach elf Einsätzen wurde er in den Profikader übernommen und gab dort am 20. Spieltag gegen Antalyaspor sein Debüt, als er in der 56. Minute für Kaptan Kaan Akgün eingewechselt wurde. Das Spiel gewann Orduspor mit 2:1.